# Jørgen Størling
Jørgen Størling, född 1926, död 1998, var en dansk ingenjör, som tillsammans med Eilif Krogager grundade Sterling Airlines 1962.